# Wilhelm Thiele
Wilhelm Thiele, född Wilhelm Isersohn 10 maj 1890 i Wien, Österrike-Ungern, död 7 september 1975 i Woodland Hills, Kalifornien, USA, var en österrikisk filmregissör och manusförfattare. Han började sin karriär som skådespelare och scendebuterade 1909. Han var verksam vid olika teaterscener i Österrike-Ungern och Tyskland. Runt 1920 började han helt ägna sig åt regi och manusarbete. Under Weimarrepublikens existens fram till 1933 hade han en framgångsrik karriär i Tyskland som komediregissör. Hans kändaste film är den på sin tid mycket framgångsrika musikaliska komedifilmen Kärlek och bensin 1930. 
Efter nazisternas maktövertagande 1933 lämnade Thiele som var av judisk börd Tyskland. Han kom via korta vistelser i England och Österrike till USA där han under namnet William Thiele 1935 började regissera Hollywoodfilmer. På 1950-talet regisserade han reklamfilmer och TV-serier. Han återvände kort till Västtyskland 1959 där han stod för regin till två filmer. 1974 tilldelades han tyska hederspriset för film, Filmband in Gold och dog året därpå i USA.

## Filmregi, urval
- 1927 – Begär
- 1927 – Hennes sista natt
- 1928 – Damen med masken
- 1930 – Kärlek och bensin
- 1930 – Kärleksvalsen
- 1931 – När millionerna rulla
- 1931 – Stenografi och kärlek
- 1932 – Jag vill gifta mig
- 1932 – Kär och galen
- 1932 – Kärleksäventyret
- 1933 – Storfurstinnan Alexandra
- 1936 – Djungelflickan
- 1937 – AB Luftbaroner
- 1940 – Spöket reser hem
- 1943 – Tarzan och djungelfolket
- 1943 – Tarzans äventyr i öknen
- 1960 – Sabine und die 100 Männer